# 芹川ゆかり
芹川 ゆかり（せりかわ ゆかり、1977年9月29日 - ）は、1990年代に活躍した女優、タレント。東京都出身。本名は芹川祐佳里、後期の芸名は夏川 ゆかり（なつかわ ゆかり）。所属事務所はMISエステー企画→ヤザ・パパ。

## 経歴

### シンデレラドリームオーディション合格まで
（〜1994年）
1994年9月、TBS新放送センター（通称ビッグハット）でTBSラジオ主催の第2回シンデレラドリームオーディションに合格。1993年の第1回オーディションに合格した黒住祐子や松宮麻衣子ら含め、同オーディション前に芸能活動の経験がある数少ない一人であった。1994年10月、ABC・テレビ朝日系ドラマ『八神くんの家庭の事情』に出演。1995年のTBS系ドラマ『天までとどけ4』、映画『ひめゆりの塔』への出演が決まっていた。

### M☆Pシンデレラ
（1994年10月〜1996年8月）
シンデレラドリームオーディション合格後、TBSラジオの深夜番組「シンデレラドリーム ミッドナイト☆パーティー」（以下ミッドナイト☆パーティーと略す）のシンデレラとなった。1995年3月までにレギュラー出演はなく、毎月行われる定期イベントのみ参加だった。1994年11月に松宮麻衣子が主催して行われたイベント第1回の「松宮麻衣子TOMATOスタジオ」では、後藤明子ら同じ第2回オーディションで合格したシンデレラ2期生と一緒にゲスト参加した。番組にレギュラー出演が決まったのは1995年4月からで、松宮麻衣子が月曜深夜1部に昇格したのに伴い、深夜24時（午前0時）台に放送される新コーナー「真夜中の放送室」と次のミニコーナーにのみ出演。24時台のみの出演のため、当時同番組が放送されるネット局5局のうち、彼女の出演の部分が放送されたのはTBSラジオと山陽放送（RSK）、琉球放送（RBC）の3局だけで、深夜1時からネットする北海道放送（HBC）とRKB毎日放送（RKB）には放送されず、1時台にごくたまに出演する時だけしか放送されなかった。同年8月、「チャレンジャーゆかぽん（芹沢の愛称）の○○○」のタイトルで芹沢のコーナーを持つ。同月の金曜深夜の「東京深夜探検隊」に神田うののものまねで電話出演した。リスナーには最初から神田うの本人が電話出演しいてると信じ込ませたうえで、最後にメインの石本祥が「ということで、芹川ゆかりでした」という最後にオチがつくドッキリだった。
1995年5月から、自身が出演した映画「ひめゆりの塔」が上映された。
1995年10月にミッドナイト☆パーティーが終了し、レギュラー出演はわずか半年だった。後継番組である「ウィークエンド・ミッドナイト☆パーティー」にゲスト出演したが、当時高校3年生で大学受験が控えており、10月6日深夜（7日未明）のミッドナイト☆パーティー最終回出演を最後に、同年末までの2ヵ月半、大学受験のために休業。推薦入試が終わり合格が決まった12月30日深夜（31日早朝）放送の番組内で、松宮麻衣子が担当するコーナー「松宮麻衣子のあのねそれはね」に2ヵ月半ぶりゲスト出演した。ミッドナイト☆パーティーシンデレラでは、もっとも遅い同番組初出演となったが、1996年の年明け以降は高校卒業することから松宮麻衣子のコーナーだけでなく、黒住祐子と四元都華咲が務めるメインのほうにもゲストで生出演した。しかし1996年3月の番組終了（実際は4月だが、自身の出演は3月まで）及び高校卒業を機に、所属していたMISエステー企画を退社。4月からは大学進学とともに、芸能活動継続のために新たな事務所を探すことになり、再び休業状態となった。

### ヤザ・パパ移籍、「夏川ゆかり」改名〜引退
（1996年8月〜1999年）
1996年夏、ミッドナイト☆パーティー仲間だった松宮麻衣子と蛭田有希子が所属しているヤザ・パパに移籍し、これを機に芸名を夏川ゆかりに改名した。
1997年春に蛭田有希子が引退するまで、同事務所に同じ番組の出身者が3人所属していた。当時、松宮麻衣子と蛭田有希子は週1回のレギュラーを持ち、事務所内では大人気タレントだっただけに、芹川に対する期待も大きかった。
「探偵MONOモノ物語」（日本テレビ系）、「心療内科医・涼子」（読売テレビ・日本テレビ系）などに出演。11月からは休業する松宮麻衣子に代わって「スーパーカレッジ」（JFN系列局）のアシスタントを務めた（〜1998年3月）。以降ミッドナイト☆パーティー出身は彼女だけとなった。
歌手を目指すため、女優業を休業したが、1年もたたぬうちに復帰。「救命病棟24時」（フジテレビ系）に出演。1999年5月、舞台「フォーティンブラス」（東京・天王洲T.Y.ハーバーシアター）に出演。芹川にとって初の舞台となった。
1999年9月、ヤザ・パパを退社し、引退した。

## 主な活躍

### 出演番組
太字はレギュラー出演
- シンデレラドリーム ミッドナイト☆パーティー（TBSラジオ・1994年10月〜1995年10月）
  - 1994年10月〜12月　ラジオ出演はなく、定期イベントのみ出演
  - 1994年11月  松宮麻衣子主催イベント「松宮麻衣子TOMATOスタジオ」にゲスト出演
  - 1994年11月〜1995年9月　「TV版!ミッドナイト☆パーティー」（TBS）時々出演
  - 1995年4月〜10月　月曜深夜1部（24:00〜26:00・火曜午前0:00〜2:00）に「真夜中の放送室」のコーナーなど（24:20頃から30分間くらい）に出演（末期には自身のコーナーももった）
- 八神くんの家庭の事情（ABC・テレビ朝日系、1994年10月〜1995年2月）
- 花王愛の劇場「天までとどけ4」（TBS系・1995年2月〜4月）
- ウィークエンド・ミッドナイト☆パーティー（TBSラジオ・1995年10月〜1996年3月）
- 土曜ワイド劇場「女マネージャー走る！」（テレビ朝日系・1996年11月）
- サントリーミステリースペシャル（ABC・テレビ朝日系、1996年11月）

“夏川ゆかり”改名以降
- 探偵MONOモノ物語(日本テレビ系・1997年5月）
- 心療内科医・涼子(読売テレビ・日本テレビ系・1997年10月〜12月）
- スーパーカレッジ（JFN系列局・1997年11月〜1998年3月）
- 救命病棟24時（フジテレビ系・1999年1月〜3月）

### 出演映画
- ひめゆりの塔 (東宝・1995年）

### 出演舞台
- フォーティンブラス（天王洲T.Y.ハーバーシアター・1999年5月）

### 出演CM
- 不二家「ピーナッツチョコレート」（出演時期不明）
- 進研ゼミ（同上）

### 掲載雑誌
- ヤングジャンプ（集英社・1994年9月）
  - 第2回シンデレラドリームオーディションで予選通過者はこの雑誌で掲載。そして彼女を含む5人の合格者発表の時も改めて掲載された。
- ハラペーニョ（実業之日本社・1995年）
- タレント名鑑（各社・1994年〜1999年）